# シノヴェナトル
シノヴェナトル（Sinovenator　"中国の狩人"の意味）は白亜紀前期に中国に生息したトロオドン科の獣脚類の属の一つである。最初の発見は中国、遼寧省の義県層下部陸家屯部層、アプト期（1億2500万年前）の地層から見つかった2つの化石である。シノベナトルとも
タイプ種であるSinovenator changiiは2002年に徐星、マーク・ノレル、汪筱林、ピーター・マコヴィッキィ、および吳肖春により記載された。 属名はラテン語で狩人を意味するvenatorと中国を意味するSinaeから派生している。種小名は中国の古生物学者である張彌曼に献名されている。

## 特徴

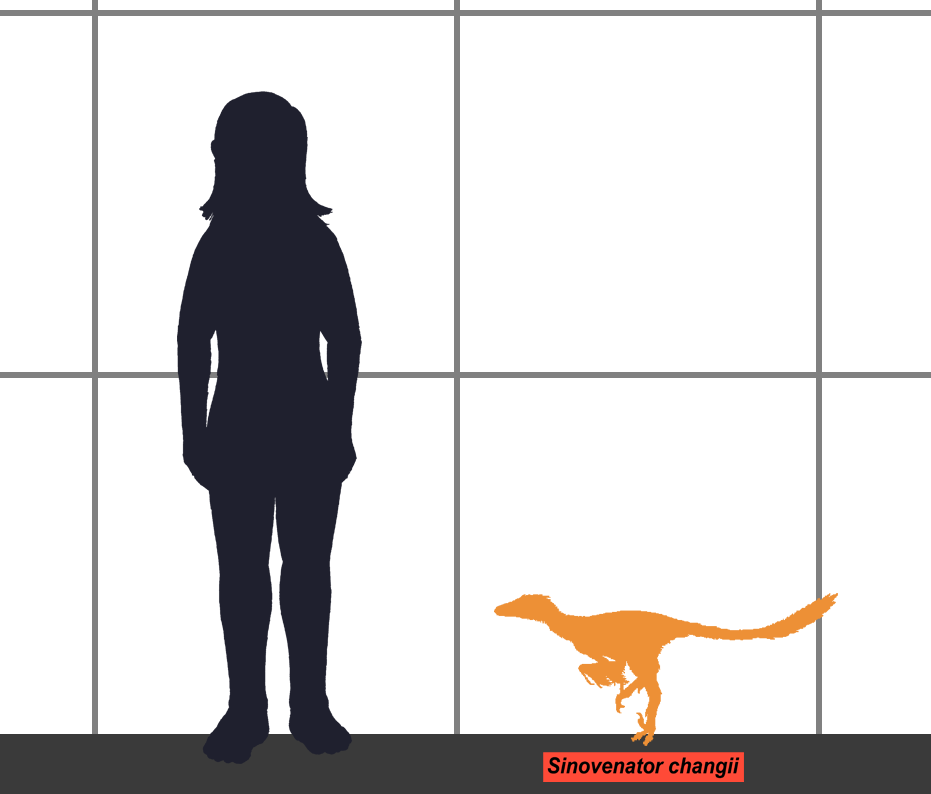
シノヴェナトルとヒトの大きさ比較

S. changiiのホロタイプ標本であるIVPP 12615は部分的な頭骨と関節状態でないその他の部分の部分骨格から構成されている。その他に1つの補助的な標本が最初の論文に記載されている:不完全だが関節状態の首から後の骨格でIVPP 12583と名づけられた。2つの標本とも北京の中国科学院古脊椎動物・古人類研究所（IVPP）に所蔵されている。しかし、シノヴェナトルの化石は陸家屯層では一般的であったようだ。2006年の熱河生物群の調査では、数百の未記載の標本が知られていると徐とノレルにより報告されている。
シノヴェナトルは原始的なトロオドン科の属であり、最も原始的なドロマエオサウルス科やアヴィアラエと特徴を共有していて、この3つのグループの共通起源を示す決定的な化石の一つである。シノヴェナトルのホロタイプの個体はニワトリほどの大きさで、成体よりも小さかった。

## 参照
1. ↑  Zhou, Z. (2006). "Evolutionary radiation of the Jehol Biota: chronological and ecological perspectives." Geological Journal, 41: 377–393.
2. 1 2 3  Xu, Xing, Norell, Mark A., Wang, Xiao-Lin, Makovicky, Peter J., Wu, Xiao-Chun. (2002) "A basal troodontid from the Early Cretaceous of China" "Nature"415:780-784. 14 February 2002
3. ↑  Xu, X. and Norell, M.A. (2006). "Non-Avian dinosaur fossils from the Lower Cretaceous Jehol Group of western Liaoning, China."Geological Journal, 41: 419–437.